# Счастливый принц (фильм)
«Счастливый принц» (англ. The Happy Prince) — биографический фильм режиссёра и сценариста  Руперта Эверетта. Премьера состоялась на Кинофестивале Сандэнс 21 января 2018 года.
Название фильма отсылает к одноимённой сказке О. Уайльда.

## Сюжет
Фильм рассказывает о последних днях жизни Оскара Уайльда, которые он прожил в изгнании в Париже.

## В ролях
- Руперт Эверетт — Оскар Уайльд
- Колин Ферт — Регги Тернер
- Эмили Уотсон — Констанс Ллойд
- Колин Морган — Альфред Дуглас
- Эдвин Томас — Роберт Болдуин Росс
- Том Уилкинсон — отец Данн
- Анна Чанселлор — миссис Арбетнот
- Джулиан Уэдэм — мистер Арбетнот
- Беатрис Даль — менеджер кафе

## Критика
Фильм получил преимущественно положительные оценки кинокритиков. На сайте Rotten Tomatoes рейтинг одобрения составляет 72 % на основе 139 рецензий со средней оценкой 6,5 из 10. На сайте Metacritic фильм получил оценку 64 из 100 на основе 26 рецензий, что соответствует статусу «в основном положительные отзывы».